# Талгортъёган
Талгортъёган (устар. Тал-Горт-Юган) — река в Шурышкарском районе Ямало-Ненецкого АО. До слияния с левым притоком Ай-Талгортъёган называется Ун-Талгортъёган (или Ун-Тал-Горт-Юган). Устье реки находится в 9 км по левому берегу протока Нярхулпосл. Длина реки составляет 23 км.

## Данные водного реестра
По данным государственного водного реестра России относится к Нижнеобскому бассейновому округу, водохозяйственный участок реки — Обь от впадения реки Северная Сосьва до города Салехард, речной подбассейн реки — бассейны притоков Оби ниже впадения Северной Сосьвы. Речной бассейн реки — (Нижняя) Обь от впадения Иртыша.